# (44) Nysa
(44) Nysa ist ein Asteroid des inneren Hauptgürtels, der am 27. Mai 1857 vom deutsch-französischen Astronomen Hermann Mayer Salomon Goldschmidt in Paris entdeckt wurde.
Der Asteroid wurde benannt nach dem Ort Nysa aus der griechischen Mythologie. Den Nymphen von Nysa wurde die Erziehung des jungen Dionysos anvertraut. Nicht weniger als zehn Orte trugen den Namen Nysa, darunter jene in Äthiopien, Arabien, Indien, Thrakien und Euböa. Die Benennung erfolgte durch Alexander von Humboldt.

## Wissenschaftliche Auswertung
Mit Daten radiometrischer Beobachtungen im Infraroten am Mauna-Kea-Observatorium auf Hawaiʻi im Juni 1974 sowie am Kitt-Peak-Nationalobservatorium in Arizona im September 1975 wurden für (44) Nysa erstmals Werte für den Durchmesser und die Albedo von 65 bis 79 km bzw. 0,39 bis 0,59 bestimmt. Aus Ergebnissen der IRAS Minor Planet Survey (IMPS) wurden 1992 Angaben zu Durchmesser und Albedo für zahlreiche Asteroiden abgeleitet, darunter auch (44) Nysa, für die damals Werte von 70,6 km bzw. 0,55 erhalten wurden. Radarastronomische Untersuchungen am Arecibo-Observatorium vom 22. bis 24. Dezember 2006 bei 2,38 GHz ergaben einen effektiven Durchmesser von 79 ± 10 km mit Abmessungen von 113 × 67 × 65 km und eine visuelle Albedo von 0,44. Die Radarechos wiesen nicht auf eine kontaktbinäre Struktur hin. Eine Auswertung von Beobachtungen durch das Projekt NEOWISE im nahen Infrarot führte 2012 für den Asteroiden zu Werten für den Durchmesser und die Albedo im sichtbaren Bereich von 75,2 km bzw. 0,48.
Der Asteroid besitzt eine mineralische Oberfläche mit einer außergewöhnlich hohen Albedo. Ein Vergleich der Reflexionsspektren von auf die Erde niedergangenen Meteoriten mit verschiedener Zusammensetzung ergab, dass (44) Nysa am ehesten eine Oberfläche besitzt, die aus feinkörnigem Material ähnlich Enstatit-Achondriten (Aubriten) besteht.
Bereits im März und April des Jahres 1913 hatten Beobachtungen von (44) Nysa am Astronomischen Observatorium des Collegio Romano in Rom stattgefunden. Dabei wurden langperiodische Helligkeitsschwankungen festgestellt, von denen aber vermutet wurde, dass sie auch auf kurzperiodische Veränderungen hinweisen könnten. Nach einer Unterbrechung wurden die Arbeiten im Winter 1919/20 wieder aufgenommen, die neuen Messungen mit einem elektrischen Photometer während vier Nächten vom 23. Januar bis 12. Februar 1920 zeigten jetzt, dass der Asteroid tatsächlich Helligkeitsschwankungen mit einer Periode von 3,2 Stunden aufwies. Um diese Beobachtungen zu bestätigen, erfolgten weitere Messungen der Helligkeit von (44) Nysa am 8. und 9. Juni 1921. Es wurden jetzt etwas stärkere Schwankungen mit einer Periode von 3,132 h aufgezeichnet.

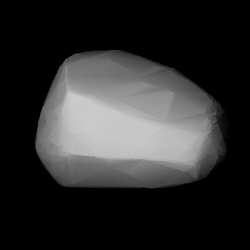
Berechnetes 3D-Modell von (44) Nysa

Neue photometrische Beobachtungen wurden bei mehreren Kampagnen am McDonald-Observatorium in Texas durchgeführt. Die Ergebnisse einer ersten Messreihe am 6. und 7. November 1949 ebenso wie die einer zweiten vom 6. bis 11. Januar 1954 konnten beide zu einer Rotationsperiode des Asteroiden von 6,42 h ausgewertet werden. Auch eine weitere Beobachtung am 13. Januar 1958 führte zu einem vergleichbaren Wert von 6,47 h. Dabei war auch erstmals versucht worden, die Position der Rotationsachse zu berechnen. Bei photometrischen Messungen in China am 2. März 1962 sowie am 8. und 29. Oktober 1964 konnten ebenfalls Rotationsperioden von 6,42 h abgeleitet werden. Aus den archivierten Daten aus den Jahren 1949 bis 1964 in Verbindung mit einer weiteren Beobachtung am 17. Mai 1974 an der Southern Station der Sternwarte Leiden in Südafrika, die zu einer Rotationsperiode von 6,48 h ausgewertet wurde, konnte in einer Untersuchung von 1979 eine ähnliche Position der Rotationsachse wie zuvor sowie die Achsenverhältnisse eines dreiachsig-ellipsoidischen Gestaltmodells des Asteroiden bestimmt werden. Für eine Albedo von 0,38 wurden daraus auch Achsen von 115 × 70 × 55 km abgeschätzt.
Bei einer großangelegten koordinierten Beobachtungsreihe vom 30. Juli bis 18. Dezember 1979 an mehreren Observatorien, wie der Catalina Station in Arizona, dem Osservatorio Astrofisico di Catania in Italien, dem Macalester College Observatory in Minnesota, dem Perth-Observatorium in Australien und dem Osservatorio Astronomico di Torino in Italien, konnte eine Vielzahl an Lichtkurven gewonnen werden, aus denen eine Rotationsperiode von 6,4217 h abgeleitet wurde. Im gleichen Zeitraum erfolgten auch Beobachtungen vom 7. August bis 13. November 1979 am Table Mountain Observatory in Kalifornien. Die in sechs Nächten aufgezeichnete Lichtkurve ergab hier wieder nahezu die gleiche Rotationsperiode von 6,4215 h. Aus archivierten Daten der Jahre 1949 bis 1979 in Verbindung mit den Lichtkurven weiterer Beobachtungen vom 10. und 11. Juni 1970 am Kitt-Peak-Nationalobservatorium, vom 10. und 22. März 1977 an der Catalina Station sowie vom 22. Mai 1981 am Perth-Observatorium konnte in einer Untersuchung von 1983 ein genauer Wert für die Rotationsperiode von 6,42142 h bestimmt werden. Außerdem wurden wieder zwei alternative Positionen für die Rotationsachse mit einer prograden Rotation berechnet. Zu einer sehr ähnlichen Periode und Position der Rotationsachse gelangte auch eine weitere Untersuchung von 1983 mit einem neuen Berechnungsverfahren.
Aus den archivierten Daten der Jahre 1949 bis 1979 berechnete eine Untersuchung von 1984 erneut zwei alternative Positionen für die Rotationsachse und die Achsenverhältnisse eines dreiachsig-ellipsoidischen Gestaltmodells. Zu den Ergebnissen passte auch gut eine neue photometrische Messung am 12. Oktober 1983 am Osservatorio Astronomico di Torino. Eine weitere Berechnung von Rotationsachse und Periode erfolgte in einer Untersuchung von 1986 unter Verwendung der archivierten Daten von 1954 bis 1981 sowie einer weiteren Lichtktkurve, die am 14. und 26. März 1981 am Tuorlan observatorio in Finnland aufgezeichnet worden war. Die errechneten Werte waren erneut sehr ähnlich zu allen bereits zuvor bestimmten. Vom 3. Juli bis 22. August 1982 wurden am Gissar-Observatorium in Tadschikistan photometrische Messungen durchgeführt mit dem Ziel, rotationsabhängige Farbveränderungen festzustellen. Dabei wurden möglicherweise Hinweise auf einen ausgedehnten farbigen Fleck auf der Oberfläche des Asteroiden gefunden.
Bei photometrischen Beobachtungen des Asteroiden 1985, 1986 und 1987 mit dem Carlsberg-Meridiankreis am Roque-de-los-Muchachos-Observatorium auf La Palma konnten jeweils nur sehr lückenhafte Lichtkurven gewonnen werden, die aber mit abgeleiteten Rotationsperioden von 6,422, 6,420 bzw. 6,421 h die früheren Werte bestätigten. Bei Messungen vom 4. Juni bis 25. Oktober 1986 am Table Mountain Observatory wurde eine Rotationsperiode von 6,42159 h abgeleitet. Um den Zeitpunkt der Opposition des Asteroiden herum konnte dabei eine deutliche Helligkeitssteigerung festgestellt werden. Ein solcher Oppositionseffekt, der auch bei den Uranusmonden und den Saturnringen auftritt, könnte eine normale Eigenschaft atmosphärenloser Oberflächen mit mittlerer bis hoher Albedo sein. Neue photometrischen Beobachtungen wurden vom 20. Oktober bis 23. Dezember 1987 an der Außenstelle Tshuhujiw des Charkiw-Observatoriums in der Ukraine durchgeführt.
Eine Beobachtung am 5. September 1998 mit den Fine Guidance Sensors (FGS) des Hubble-Weltraumteleskops bevorzugte eine der zuvor bestimmten Positionen der Rotationsachse. Die Gestalt des Asteroiden wurde als verlängertes Ellipsoid mit Achsen von 119 × 69 × 69 km, entsprechend einem effektiven Durchmesser von 83 km beschrieben.
Aus 63 im Uppsala Asteroid Photometric Catalogue (UAPC) archivierten Lichtkurven der Beobachtungsjahre 1949 bis 1987 konnte in einer Untersuchung von 2002 erstmals ein dreidimensionales Gestaltmodell für (44) Nysa berechnet werden. Das Modell zeigt eindeutig eine kegelförmige Struktur als Hauptmerkmal der globalen Form, wobei die Seiten des Kegels wahrscheinlich konkav sind (ein Hinweis auf eine kontaktbinäre Struktur), die Albedo ist auf der ganzen Oberfläche gleichförmig. Eine konische Form ist bei Asteroiden nichts einzigartiges, denn eine sehr ähnliche Gestalt wurde auch für (41) Daphne gefunden. Eine der alternativen Rotationsachsen wurde dabei als die bessere Lösung bevorzugt, während für die Rotationsperiode ein Wert von 6,421417 h angenommen wurde.
Aus Messungen durch IRAS im Infraroten von Juli bis September 1983 wurden in einer Untersuchung von 2009 die thermischen Trägheitswerte von 11 Hauptgürtelasteroiden mit Durchmessern <100 km und bekannten Formen und Rotationsachsen abgeleitet. Eine Abschätzungen für die Größe und Albedo von (44) Nysa ergab 80–82 km bzw. 0,40–0,42. Zum besseren Verständnis des Oppositionseffekts auf die Polarisation bei Asteroiden mit hoher Albedo wurde (44) Nysa vom 10. bis 14. August 2005 am Krim-Observatorium polarimetrisch beobachtet. Die Auswertung zeigte wie bereits bei (64) Angelina eine phasenwinkel-abhängige Polarisation. Aus den photometrischen Messdaten aus dem Zeitraum 4. bis 31. August 2005 wurde eine Rotationsperiode von 6,422 h errechnet. Die bei einer Messung vom 2. März bis 23. April 2011 an der Außenstelle Tshuhujiw des Charkiw-Observatoriums in drei Nächten aufgezeichnete Lichtkurve war kompatibel zu der bekannten Rotationsperiode von 6,422 h.
Bereits in einer Untersuchung von 2009 war aus 41 archivierten Beobachtungen des Astrometrie-Satelliten Hipparcos für den Asteroiden (44) Nysa eine Rotationsachse mit prograder Rotation und eine Periode von 6,42160 h berechnet worden. Außerdem wurden die Achsenverhältnisse eines dreiachsig-ellipsoidischen Gestaltmodells berechnet, die aber dahingehend beurteilt wurden, dass sie wahrscheinlich ein zu flaches Modell abbildeten. Mit einer kleineren Anzahl von 29 Helligkeitsmessungen durch Hipparcos, die allerdings auch eine geringere Unsicherheit besaßen, wurde dann in einer neuen Untersuchung von 2019 für ein dreiachsig-ellipsoidisches Gestaltmodell eine sehr ähnliche Rotationsachse und eine Periode von 6,4215 h berechnet. Die nun erhaltenen Achsenverhältnisse beschrieben ein weniger flaches Modell. Zusätzlich wurde die Berechnung aber auch für ein cellinoid-förmiges Gestaltmodell (ähnlich einem flachgedrückten Ei, also eine ähnliche Form wie das dreidimensionale Modell von 2002) durchgeführt. Hier wurde jedoch eine völlig andere Rotationsachse mit retrograder Rotation gefunden.
Zwischen 2012 und 2018 wurden mit der All-Sky Automated Survey for Supernovae (ASAS-SN) auch photometrische Daten von 20.000 Asteroiden aufgezeichnet. Auf mehr als 5000 davon konnte erfolgreich die Methode der konvexen Inversion angewendet werden, darunter auch (44) Nysa, für die in einer Untersuchung von 2021 ein verbessertes dreidimensionales Gestaltmodell für zwei alternative Rotationsachsen mit prograder Rotation und einer Periode von 6,42144 h berechnet wurde. Im Jahr 2023 wurde aus photometrischen Messungen von Gaia DR3 erneut ein dreidimensionales Gestaltmodell des Asteroiden für zwei alternative Rotationsachsen mit prograder Rotation und einer Periode von 6,4214 h berechnet.

## Geplantes Raumsonden-Projekt
Bereits in einer Untersuchung aus dem Jahr 2001 wurde ein Szenario ausgearbeitet, in dem Raumsonden, die in fünf Startfenstern von 2004 bis 2010 gestartet würden, im Vorbeiflug Proben von Asteroiden sammeln und zur Erde zurückbringen könnten. Ein Start im September 2010 hätte dabei nach zwei Swing-by-Manövern an Venus und Erde auch (44) Nysa erreichen und am 18. Dezember 2012 mit einer Geschwindigkeit von 8,63 km/s an dieser vorbeifliegen können. Die Erde wäre wieder im Januar 2015 erreicht worden. Ein solches Projekt wurde aber nicht realisiert.

## Nysa-Familie
(44) Nysa ist Mitglied einer der komplexesten Gruppierungen im Asteroidengürtel, die als Nysa-Polana-Komplex bezeichnet wird und deren genaue Erforschung derzeit noch nicht abgeschlossen ist. Diese Asteroiden besitzen ähnliche Bahneigenschaften, wie eine Große Halbachse von 2,28–2,48 AE, eine Exzentrizität von 0,14–0,21 und eine Bahnneigung von 1,9°–3,3°. Taxonomisch handelt es sich hauptsächlich um Asteroiden der Spektralklassen S, L und C, die mittlere Albedo liegt bei 0,19. Dem Nysa-Polana-Komplex wurden im Jahr 2019 fast 20.000 Mitglieder zugerechnet. Im Wesentlichen besteht er aus zwei sich gegenseitig überlappenden Familien, wahrscheinlich gehören aber noch weitere Untergruppierungen dazu. Eine der Familien wird als Nysa-Familie, oft auch als Hertha-Familie, bezeichnet, sie enthält viele Asteroiden des S-Typs. (44) Nysa ist eines der größeren Mitglieder dieser Familie und wurde als Restkern eines vor etwa 300 Mio. Jahren zerstörten Elternkörpers interpretiert, der sowohl (44) Nysa als auch (135) Hertha hervorbrachte.